# Compsocerus deceptor
Compsocerus deceptor là một loài bọ cánh cứng trong họ Cerambycidae.